# Niccolò Perotti
Niccolò Perotti (né en 1430 à Fano, dans la région des Marches, et mort le 13 décembre 1480 à Sassoferrato) était un prélat, un universitaire, un traducteur et un philologue italien du XVe siècle.

## Biographie
Fils cadet d'une famille aristocratique, Niccolò Perotti reçoit une bonne éducation. Autour de 1443, il commence à fréquenter l'école Vittorino da Feltre de Mantoue, puis l'école Guarino da Verona de Ferrare. À l'âge de 18 ans, il vit avec la famille de l'Anglais William Gray, humaniste, qui plus tard deviendra évêque d'Ely. À l'automne 1446, il se rend à Rome où il devient secrétaire du cardinal Bessarion, humaniste byzantin. Il suit le cardinal Bessarion à Bologne, où il était légat du pape de 1450 à 1455, et fréquente l'université de Bologne. Il a probablement enseigné la rhétorique et la poétique à l'université de Bologne. À Bologne, il continue à travailler comme traducteur afin d'attirer l'attention du pape Nicolas V, qui l'a engagé comme traducteur du grec. En 1452, Perotti y reçoit le laurier de la poésie des mains de l'empereur Frédéric III. Pendant son séjour à Bologne, il a également un violent affrontement avec Poggio Bracciolini pour la défense de Lorenzo Valla.
En 1455, il revient à Rome, où il est nommé secrétaire apostolique. L'année suivante, il reçoit les ordres et le 19 octobre 1458, il est nommé archevêque de Siponto. L'année suivante, il participe au concile de Mantoue, proclamé par Pie II pour tenter d'arrêter les Ottomans qui ont conquis Constantinople en 1453. Jusqu'en 1464, il suit Bessarion dans ses déplacements en Allemagne et à Venise. En 1464, il est nommé gouverneur du patrimoine de Saint-Pierre, à Viterbe.
Au cours de la période de cinq ans (1464-1469) qu'il a passée à Viterbe en tant que gouverneur du patrimoine de Saint-Pierre, Perotti a commencé à publier ses œuvres de philologie. En 1469, il revient à Rome ; vers 1470, il écrit une invective contre Georges de Trébizonde, adversaire de Bessarion. En février 1471, Perotti est nommé gouverneur de Spolète, poste qu'il quitte l'année suivante. En 1474, il devient gouverneur de Pérouse, où il est accompagné par son secrétaire l'humaniste Francesco Maturanzio. Au début de 1477, il renonce à sa charge à Pérouse et se retire dans sa villa, située aux environs de sa ville natale de Sassoferrato. Il s'y consacre aux études et rédige son Cornucopiae, ouvrage sur la langue latine à travers un commentaire des Épigrammes de Martial. Il meurt à Sassoferrato en décembre 1480.

## Œuvres
Les bibliothèques d’Italie possèdent un grand nombre de harangues, de lettres et d’autres opuscules de Perotti, dont Apostolo Zeno a recueilli les titres avec son exactitude ordinaire, dans ses Dissertazioni Vossiane. Outre la traduction de Polybe, souvent réimprimée, mais dont l’édition de Rome, 1473, est une rareté typographique, du Discours de Basile sur l’envie, du Serment d’Hippocrate, etc., on a de cet écrivain :
- Rudimenta grammatices, Rome, 1473, in-fol. C’est la première édition de cette grammaire latine[3] qui eut un tel succès, qu’elle fut réimprimée quatre fois à Rome dans l’espace de trois ans, et qu’il s’en fit dix à douze éditions dans le reste de l’Italie et à Paris avant la fin du siècle. Érasme l’a citée avec éloge ; mais elle n’est plus recherchée aujourd’hui que par les curieux.
- In C. Plinii secundi proemium commentariolus ; c’est la préface de l’édition que Perotti publia, en 1473, de l’Histoire naturelle de Pline. Il se proposait d’établir la supériorité de son édition sur celle que Giovanni Andrea Bussi, évêque d’Aleria, avait donnée en 1470 ; mais quoiqu’il y ait relevé vingt-deux fautes d’impression, elle n’en est pas moins regardée comme infiniment plus correcte et offrant un texte plus pur que l’édition de Perotti.
- Oratio pro regis Romanorum Frederici jucunda receptione, ex parte communitatis Bononiensis. Cette harangue a été insérée dans l’édition de 1475 de la Margarita poetica d’Albrecht von Eyb.
- Cornucopia sive commentaria linguae latinae. Cet ouvrage, le plus important de ceux qu’a laissés Perotti, se présente comme un commentaire sur le livre des Spectacles et le premier des Épigrammes de Martial, mais c'est en fait un véritable dictionnaire de l'Antiquité classique[4]. Érasme l'a utilisé dans la composition de son recueil d'Adages[5]. Il paraît que Perotti avait renoncé à terminer l’explication d’un poète si rempli d’obscénités et qu’il ne destinait point son travail au public. Ce fut Pirro Perotti, son neveu, qui le fit imprimer à Venise en 1489, in-fol., avec des additions et une préface qui contient quelques détails assez intéressants. L’explication des passages licencieux appartient uniquement à l’éditeur, qui en convient lui-même. Cette première édition est très rare ; mais les curieux recherchent davantage celles qui sont sorties des presses des Aldes, Venise, 1499, 1513 et 1526, in-fol. Il y a beaucoup de recherches et d’érudition dans cet ouvrage ; il n’est cependant pas exempt d’erreurs. Aulo Giano Parrasio en a relevé plusieurs dans son livre De rebus per epistolam quæsitis (lett. 37). Scriverius découvrit le premier que Perotti avait inséré dans son commentaire (sur l’épigramme 87) une fable qui ne différait que par quelques mots de celle de Phèdre : Arbores in tutela deorum ; mais loin d’accuser l’auteur moderne de plagiat, il en tira la conséquence que les fables que nous avons sous le nom de Phèdre n’étaient pas l’ouvrage de l’affranchi d’Auguste. Dans un voyage qu’il fit en Italie, d’Orvïlle trouva à la bibliothèque Ambrosienne un manuscrit autographe de Perotti qui, parmi plusieurs fables imitées d’Ésope, d’Avienus, etc., en contenait plusieurs de Phèdre ; et il adressa une Notice sur ce recueil à Burmann, qui l’a insérée dans la préface de l’édition de Phèdre, Leyde, 1727. On peut donc conjecturer avec assez de vraisemblance que Perotti avait cru pouvoir sans inconvénient s’approprier les fables de l’auteur ancien, restées jusqu’alors inconnues. Néanmoins quelques critiques ont mieux aimé prétendre que l’archevêque de Manfredonia est le véritable auteur des fables attribuées à Phèdre, et Johann Friedrich Christ, entre autres, a publié une savante dissertation pour établir ce sentiment, qui n’a cependant pas prévalu. Les vingt-cinq fables tirées du manuscrit de Perotti, et qui ne se trouvent pas dans les anciennes éditions de Phèdre, n’ont été imprimées que de nos jours.
- De generibus metrorum ac de Horatii et Boetii metris. Cet opuscule, publié à la suite de l’ouvrage précédent, a été inséré dans un recueil de traités d’anciens grammairiens, Venise, 1497, in-4°.
- Grammatica et ars metrica, édité en 1493 à Anvers par Goovaert Back[6].